# Kohei Hirate
Kohei Hirate (Japans: 平手 晃平, Hirate Kōhei) (Komaki, 24 maart 1986) is een Japans autocoureur. Momenteel rijdt hij voor GP2-team Trident Racing en is hij testrijder voor het Formule 1-team van Toyota.